# Gâscă canadiană

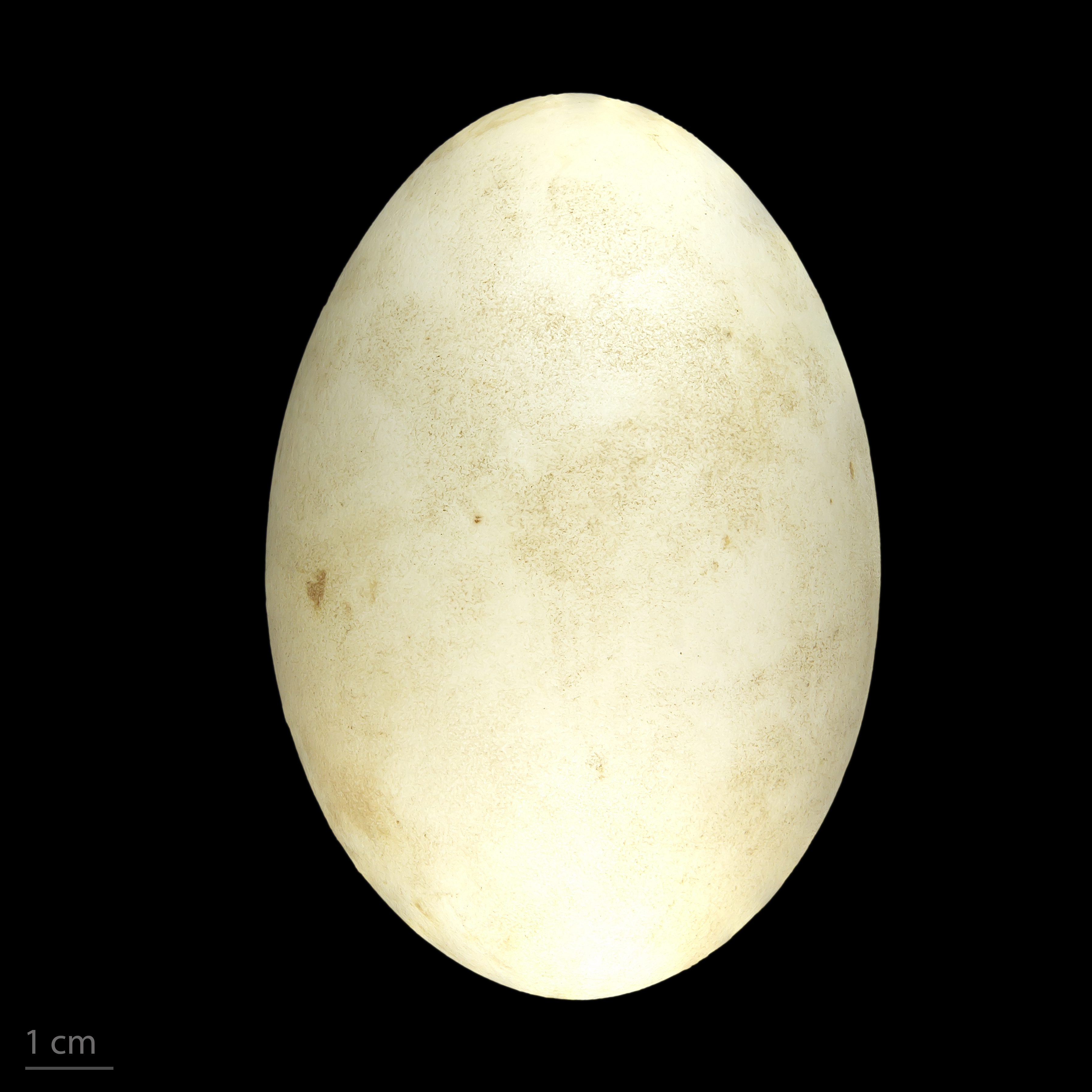
Branta canadensis - MHNT

Gâsca canadiană (Branta canadensis) este o pasăre acvatică din familia gâștelor (Anatidae). Arealul ei originar de răspândire este America de Nord unde trăiește în general în regiunile joase, cuibărind lângă lacurile de pe continent, regiunile de prerie și terenurile cultivate. Gâsca canadiană este o pasăre migratoare care în perioada de migrație zboară în stoluri în forma literei „V” - toamna zboară spre locurile de iernare iar primăvara spre locurile de cuibărire, ea fiind simbolul american al anotimpurilor. În Europa gâsca canadiană a fost introdusă în parte în Marea Britanie, Irlanda, Scandinavia și Olanda. Din anul 1970 ea a început să cuibărească și în Germania, fiind una dintre cele mai mari specii de gâște din Europa.

## Caractere Morfologice
Capul și gâtul sunt de culoare neagră cu o pată albă care se întinde pe partea ventrală a capului și sub ochi. Picioarele, care au membrană interdigitală, și ciocul sunt de asemenea de culoare neagră. În funcție de subspecie, gâsca are pe spate și aripi o culoare care variază de la cenușiu la un cenușiu roșcat. Lungimea corpului este între 90 și 100 de cm, iar lungimea aripilor deschise este de 160 – 175 cm. Masculul cântărește 3,5 - 6,5 kg iar femela 3 - 5,5 kg. Subspecia „Ranta canadensis maxima” atinge o greutate de 7,5 kg.

## Arealul de răspândire

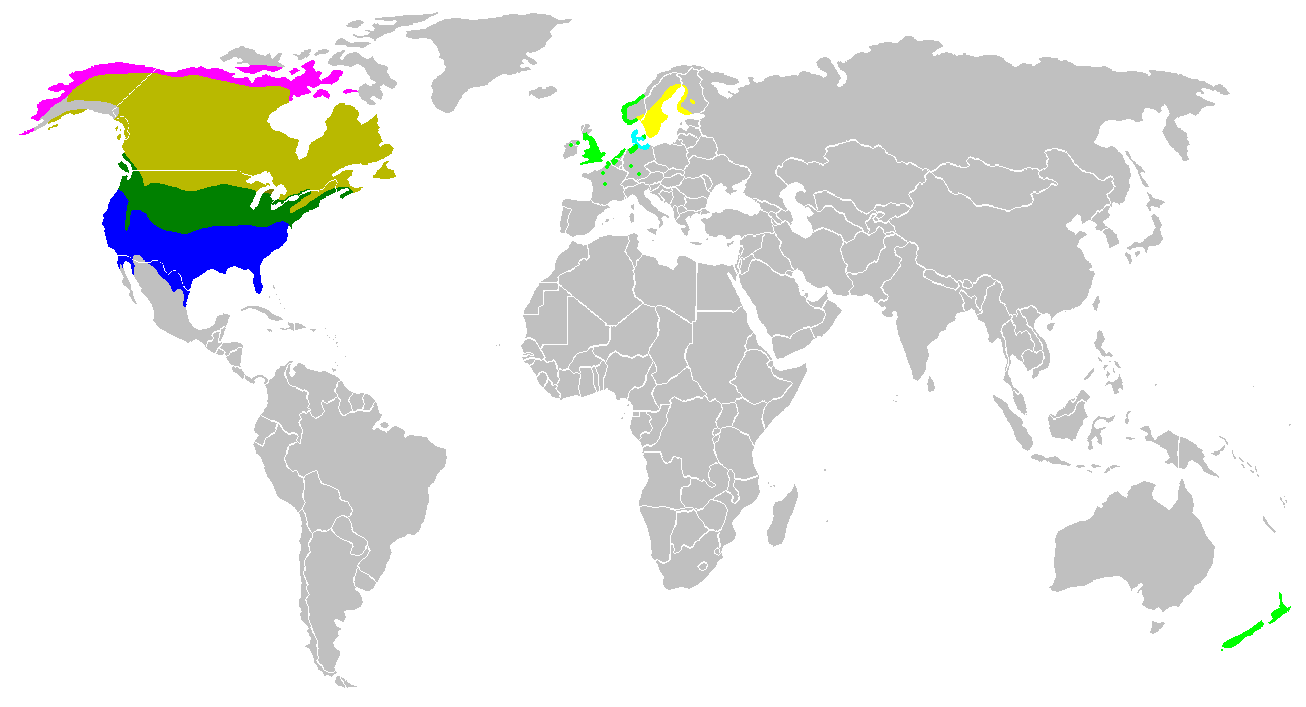
Arealul de răspândire al păsărilor vara, iarna si tot anul

În afară de arealul ei de origine care sunt regiunile cu lacuri din America de Nord , gâsca canadiană cu subspeciile ei de care uneori poate fi greu diferențiată, a ajuns și în Europa de Vest.
- „Branta canadensis canadensi”s numită și "gâsca canadiană atlantică" clocește pe insula Anticosti, Terra Nova, Labrador ca și nordul Golfului Sf. Laurențiu iar spre vest până la Strâmtoarea Hudson care desparte Canada de peninsula Ungava din Provincia Québec, iar spre sud până în statul Carolina de Nord SUA.
- „Branta canadensis interior” este de culoare mai închisă, ea cuibărește în bazinul din golful Hudson, provincia canadiană Manitoba, Ontario Provincia Québec și Insulele Belcher.
- „Branta canadensis moffitti” își are regiunile de cuibărit în provincia British Columbia, Washington, Oregonn și nordul statelor California, Nevada și Utah, până în Montana și Wyoming. Iernează în Nevada și regiunea din Golful California.
- „Branta canadensis parvipes” și „Branta hutchinsii parvipes“ este mai mică, și cuibărește în regiunea golfului Hudson; iernează în statele din sud Texas și Texas și Mexic.
- În regiuni apropiate cuibăresc subspeciile:
- Branta canadensis fulva (Vancouver, Canada)
- Branta canadensis maxima: North Dakota, Minnesota până în Kansas, Kentucky, Tennessee și Arkansas. A fost exterminată prin vânatul excesiv în Colorado, Wyoming și Montana, Wisconsin, Illinois, Indiana și Michigan. În Canada a trăit în Alberta, Saskatchewan ca și sudvestul statului Ontario.

În literatură mai sunt amintite populații mici (Branta hutchinsii) care au trăit în Kamceatka ca și China de Est.